# Honorowi Obywatele Miasta Przeworska
| Honorowy Obywatel:                                                                   | Data nadania:     | Krótka sylwetka:                                                |
| ------------------------------------------------------------------------------------ | ----------------- | --------------------------------------------------------------- |
| Agenor Romuald Gołuchowski                                                           | 29 lutego 1868    | Namiestnik Galicji                                              |
| Andrzej ks. Lubomirski                                                               | 2 listopada 1899  | Ordynat przeworski                                              |
| Leon Piniński                                                                        | 2 listopada 1899  | Namiestnik Galicji                                              |
| Władysław Świtalski                                                                  | 3 sierpnia 1904   | Burmistrz Przeworska                                            |
| Henryk hr. Morstin                                                                   | 3 grudnia 1908    | Pierwszy starosta przeworski                                    |
| Kazimierz Chłapowski                                                                 | poł. 1916         | Starosta przeworski                                             |
| Kazimierz Zawilski                                                                   | 23 lutego 1921    | Burmistrz Przeworska                                            |
| Józef Piłsudski                                                                      | 28 listopada 1928 | Marszałek Polski i Naczelnik Państwa                            |
| Wojciech Agenor Gołuchowski                                                          | 16 maja 1929      | Wojewoda lwowski                                                |
| Walenty Rybacki                                                                      | 19 stycznia 1934  | Burmistrz Przeworska                                            |
| Ignacy Mościcki Edward Śmigły-Rydz Felicjan Sławoj Składkowski Eugeniusz Kwiatkowski | 21 grudnia 1938   | Prezydent RP Marszałek Polski Prezes Rady Ministrów Wicepremier |